# Gaston Maspero
Gaston Camille Charles Maspero (n. 24 iunie 1846, Paris, Île-de-France, Franța – d. 30 iunie 1916, Paris, Franța) a fost un egiptolog francez, profesor la Collège de France (din 1874), membru Académie des inscriptions et belles-lettres (din 1883) și comandor al Legiunii de Onoare (din 1896).

## Biografie

### Școlarizare
Gaston Maspero s-a născut la Paris pe 24 iunie, la ora 4 dimineața, fiind fiul Adelei Evelina Maspero, născută în 1822 la Milano, fiica unui tipograf milanez, și al unui tată nenumit, dar identificat de tradiția familială ca fiind Camillo Marsuzi de Aguirre, un revoluționar italian fugar.
El și-a făcut studiile secundare la liceul Louis-le-Grand, apoi la École normale supérieure (în 1865).
Se interesează foarte devreme de limbile orientale și traduce textul „stela de la Napata”, adusă de Auguste Mariette. Petrece un an în America Latină, în special în Uruguay (1867-1868), pentru a efectua studii asupra limbii quechua, apoi obține un post de repetitor de limbă și arheologie egipteană la École Pratique des Hautes Études, care tocmai fusese creată și unde predă Emmanuel de Rougé.
În timpul Războiului Franco-Prusac din 1870, el se înrolează ca gardă mobilă și obține cetățenia franceză. Pe 11 noiembrie 1871, se căsătorește cu jurnalista Harriett Yapp, cunoscută sub numele de Ettie, apropiată de Stéphane Mallarmé. Din această uniune se nasc doi copii: Georges, viitor sinolog, și Isabelle.
În 1872, își susține tezele de doctorat la Sorbona, principala dintre ele în domeniul literelor, intitulată „Genul epistolar la vechii egipteni”, prima teză universitară de egiptologie realizată în Franța, și cea secundară intitulată „Despre situația și istoria foarte veche a orașului Carchemis”.
Doar câteva zile după nașterea Isabellei, pe 20 septembrie 1873, Harriett moare de peritonită, la vârsta de 27 de ani.
În 1880, el se căsătorește cu Louise Balluet d'Estournelles de Constant de Rebecque (1856-1953), nepoată a lui Benjamin Constant și soră a lui Paul Henri d'Estournelles de Constant, senator și laureat al Premiului Nobel pentru Pace în 1909. Din această uniune se nasc doi copii: Henri Maspero, sinolog, și Jean Maspero, helenist și egiptolog.

### Cariera profesionala
În 1872, după moartea lui Emmanuel de Rougé, Gaston Maspero este propus pentru catedra de filologie și antichități egiptene la Collège de France, dar ministerul îl consideră prea tânăr (avea 26 de ani) și îl numește lector, fiind titularizat abia în martie 1874.
În 1880, starea de sănătate a lui Auguste Mariette s-a deteriorat, iar cabinetul ministrului Instrucției Publice, Jules Ferry, îl numește pe Gaston Maspero la conducerea unei misiuni arheologice permanente, sub numele de Școala Franceză din Cairo. Decretul este semnat de Jules Ferry pe 28 decembrie 1880. Misiunea lui Maspero constă în „a schița planul unei școli științifice orientale cu sediul la Cairo, a reuni elementele necesare și a pleca fără întârziere în Egipt, pentru a-l sprijini pe Mariette, deoarece dacă acesta ar muri și ar fi înlocuit de un străin, direcția Serviciului oficial de săpături ar scăpa de sub controlul Franței”.
După dispariția lui Mariette în ianuarie 1881, Maspero preia la vârsta de 34 de ani conducerea Serviciului de Antichități Egiptene și a Muzeului de Arheologie Egipteană din Boulaq, Cairo.
În 1881, la Saqqara, el descoperă Textele piramidelor, texte religioase și rituale, menite să ajute decedatul să parcurgă trecerea funerară. Aceste texte se referă la mai mulți faraoni, inclusiv Unas, Pepi I Meryre și Pepi al II-lea Neferkare. Alte texte funerare sunt găsite în piramida lui Merenre Nemtyemsaf I. În anul următor, Maspero, care a cerut desfășurarea unei anchete oficiale cu privire la ascunzătoarea regală de la Deir el-Bahari, de unde antichități erau oferite pe piață de câțiva ani, reușește să aibă acces acolo.
Colaboratorul său, arheologul german Emil Brugsch, se deplasează la sit, revendicând mumiile pentru Serviciul de Conservare a Antichităților din Egipt și obține eliberarea și excavarea ascunzătorii mumiilor regale pentru misiunea franceză.
El este ales membru al Académie des inscriptions et belles-lettres pe 30 noiembrie 1883.
La începutul anului 1886, Maspero conduce lucrările de îndepărtare a nisipului de pe Sfinxul din Giza, în timp ce patru locuitori din Gournah, săpând la Deir el-Medina, descoperă un puț de acces către un mormânt; Maspero pătrunde în mormântul lui Sennedjem, un funcționar din perioada ramessidă. Descoperirile sunt transportate la Muzeul din Boulaq, devenit prea mic, pe care Maspero intenționează să-l transfere la Cairo.
În 1886, Maspero se întoarce în Franța și își reia cursurile la Collège de France și la École des hautes études.
El este rechemat în Egipt în 1899 și rămâne acolo până la pensionarea sa în 1914. Conduce mutarea muzeului de egiptologie - transferat între timp la palatul din Giza din 1889 până în 1902 - marcând astfel crearea Muzeului Egiptean din Cairo. Inaugurarea oficială are loc în noiembrie 1903.
La Luxor, în templele din Karnak, el supraveghează eliberarea sitului, care este excavat metodic.
În 1904, în timp ce britanicii decid să înalțe cu șapte metri Barajul Aswan, el reușește să strângă fondurile necesare pentru a izola, consolida și studia un număr mare de edificii religioase din Nubia inferioară, amenințate de inundație.
Gaston Maspero părăsește definitiv Egiptul în 1914, lăsând conducerea generală a Antichităților lui Pierre Lacau.
El este ales secretar perpetuu al Académie des inscriptions et belles-lettres pe 24 iulie 1914. Pe 30 iunie 1916, în timp ce asistă la o ședință a academiei, suferă un atac și moare. Pe prima sa piatră funerară este gravat „Ma spero” (Dar sper). Ulterior, trupul său este transferat la cimitirul Montparnasse.
Maspero a fost și membru al Societății Teosofice.

## Onoruri
- Comandor al Legiunii de Onoare (1896)[17]
- Doctor honoris causa al Universității Oxford.
- Comandor al Ordinului Sfântului Mihail și Sfântului Gheorghe (Regatul Unit).
- Membru al Queen's College (Universitatea Oxford), al Institutului Arheologic American (Boston), al Societății Americane de Filosofie (Philadelphia) și al Societății Orientale Americane (Ann Arbor).
- Membru al mai multor academii, printre care Academia de Științe din Torino și Academia Americană de Arte și Științe (Cambridge, Massachusetts).

### Posteritate

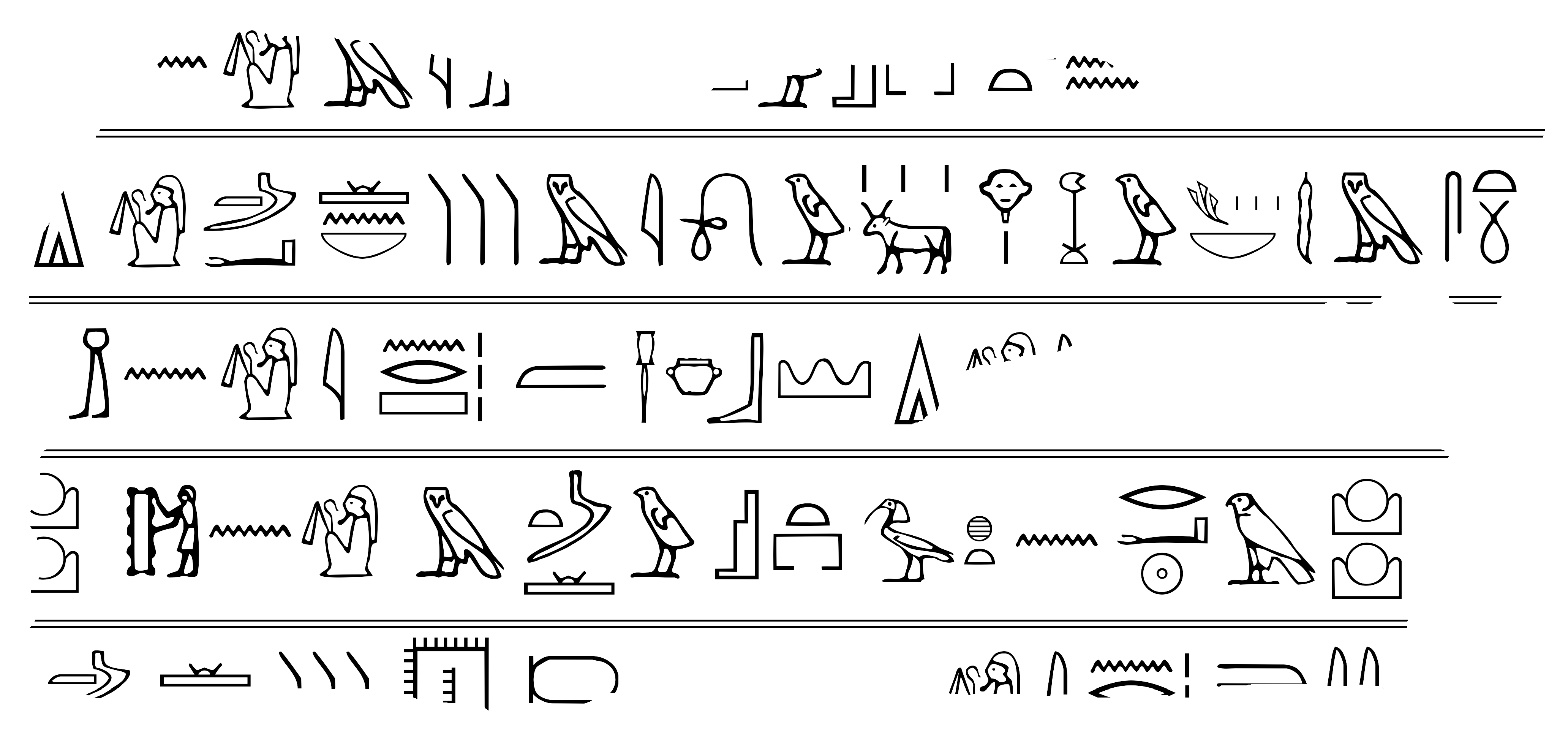
„Piatra Maspéro”, o antichitate inventată pentru Misterul Marii Piramide.

- Edgar P. Jacobs, autor de benzi desenate belgian, s-a folosit de lucrările egiptologului pentru a documenta "Misterul Marii Piramide" (1950 – 1952), episod din seria Blake et Mortimer. În plus, cu ajutorul egiptologului belgian Pierre Gilbert, el a creat pentru nevoile poveștii sale „piatra lui Maspero”, o antichitate imaginară din Muzeul Egiptean din Cairo, acoperită cu hieroglife.